# Guilherme IX da Aquitânia
Guilherme IX da Aquitânia, o Trovador (22 de outubro de 1071 – 10 de fevereiro de 1126) foi Duque da Aquitânia e da Gasconha e Conde de Poitiers (como Guilherme VII) entre 1086 e 1126. Foi também um dos líderes da Primeira Cruzada e um dos primeiros trovadores  e poetas vernaculares.

## Biografia
Guilherme era filho de Guilherme VIII e de Hildegarda da Borgonha (? - 1050), filha de Roberto I, Duque da Borgonha "O velho", duque da Borgonha e de Ermengarda Branca de Anjou.
Foi casado por cinco vezes. A primeira esposa foi Ermengarda de Anjou, repudiada para que ele se casasse em 1094 com Matilde Filipa de Toulouse. Esta foi, mais tarde, também repudiada devido à paixão de Guilherme por uma mulher casada, conhecida por Dangereuse (em francês: "Perigosa") nos seus poemas, cujo nome era Maubergeonne de L'Île-Bouchard. O quarto casamento foi com Berta, e a história não regista o nome da quinta esposa.
Guilherme juntou-se à Cruzada liderada por Godofredo de Bulhão apenas depois da conquista de Jerusalém em 1099. O registo militar do contingente da Aquitânia não foi notável, em parte devido às fracas capacidades de liderança militar de Guilherme: falharam a participação em batalhas importantes e foram frequentemente derrotados em escaramuças menores. Anos depois, Guilherme prestou auxílio aos esforços da rainha Urraca de Castela em conquistar Córdova aos mouros, e ao rei Filipe I de França na sua guerra contra Guilherme o Conquistador.
O maior legado histórico de Guilherme foi no campo das artes. Foi um dos primeiros poetas líricos da Europa e um dos primeiros trovadores. As suas cantigas caracterizavam-se pelo uso de forte linguagem vernacular e cantavam temas diversos, apesar de a maioria ser sobre sexo, amor e mulheres. Esta escolha de tema na Idade Média (quando a música era quase exclusivamente composta de cânticos religiosos) provocou admiração e ao mesmo tempo escândalo e choque. Guilherme era um homem que gostava de chocar e não reformou a sua conduta apesar de ter sido ameaçado de excomunhão várias vezes. Chegou mesmo a planear a construção de um convento onde as freiras seriam escolhidas entre as raparigas mais bonitas da região. O projecto acabou abandonado e para o fim da vida Guilherme doou somas importantes à Igreja, talvez para se redimir da má impressão causada.

## Descendência
Do primeiro casamento com Ermengarda de Anjou (1068 + Jerusalém 1 de Junho de 1146) filha de Fulco IV, conde de Anjou Conde de Anjou e de Hildegarda de Beaugency, não teve filhos.
Do segundo casamento com Matilde Filipa de Toulouse (1070 - 1117), filha de Guilherme IV de Toulouse, conde de Tolosa e de Ema de Mortain (1060 -?), teve:
1. Inês de Poitou (1115 - 8 de Março de 1159), casada por duas vezes, a primeira com Américo VI de Thouars e a segunda em 1 de Janeiro de 1134 com o rei Ramiro II de Aragão.
2. Guilherme X da Aquitânia (1099 - 9 de Abril de 1137), dito o Santo, casado com Leonor de Châtellerault, filha de Américo I de Châtellerault, visconde de Châtellerault, e de Maubergeonne de L'Île-Bouchard. Segundo alguns autores, Leonor seria filha de Maubergeonne com seu amante, Guilherme IX (pai de Guilherme X). Neste caso, Guilherme X e sua esposa Leonor teriam sido meio-irmãos! Guilherme X sucedeu a seu pai como herdeiro do ducado.
3. Alise da Aquitânia (? - 1145) que foi freira.
4. Adélia da Aquitânia, casada com Raoul de Faye.
5. Audearda da Aquitânia, que foi freira.
6. Henrique, abade de Cluny.

Do terceiro casamento com Mauberjona de L'Île-Bouchard (1075 - 1153) filha de Bartolomeu de L'Île-Bouchard (1049 - 1087) e de Gerberga, também não teve filhos. Ou teriam tido uma filha?
Do quarto casamento com Berta teve:
1. Guilherme I de Valentinois, Conde de Valentinois (? - 1187) casado com N… de Trencavel.

De seu quinto casamento, com uma senhora cujo nome a história não regista, teve:
1. Raimundo de Poitiers (cerca 1099 - 27 de Junho de 1149), líder do principado de Antioquia, casado com Constança de Antioquia, princesa de Antioquia (1127-1163).

## Obra poética
Guilherme é o primeiro  trovador registrado, e também o autor das primeiras obras registradas no idioma  occitano. Onze de suas obras sobreviveram até o tempo presente. 
Um exemplo da trova guilhermina traduzida para Português é:
| Ab la dolçor del temps novel folhon li bosc, e li aucel chanton chascus en lor latí segon lo vers del nòvel chan; adonc està já qu’òm s’aisí d’aissò dont òm a plus talan. De lai don plus m’es já e bel non vei messatger ni sagel, per que mos cors non dorm ni ri, ni no m’aus traire adenan, tro que sacha já de la fi s’el’ es aissí com eu deman. La nostr’amor vai enaissí com la brancha de l’albespí qu’està sobre l’arbre en treman, la noit, a la ploia ez al gel, tro l’endeman, que ‘l sols s’espan per las folhas vertz e ‘l ramel. Enquer me membra d’un matí que nos fezem de guerra fi, e que.m donet un don tan gran: sa drudaria e son anel: enquer me lais Deus viure tan qu’aja mas mans sotz son mantel! Qu’eu non ai sonh d’estranh latí que.m parta de mon Já Vezí: qu’eu sai de paraulas com van ab un brèu sermon que s’espel, Que tals se van d’amor gaban, Nos n’avem la pessa e ‘l coutel. | Com a doçura do tempo novo florescem os bosques e as aves cantam cada uma delas no seu latim segundo os versos do novo canto; convém portanto que se ocupe assim cada um daquilo que mais anseia. Dali, da melhor e mais bela morada, não vem mensageiro nem carta selada, pelo que o meu corpo não dorme nem ri e nem mesmo ouso seguir adiante, até que saiba bem desse fim, se ele é assim como eu reclamo. Com o nosso amor acontece assim como com o ramo do branco-espinho que está sobre a árvore tremendo à noite, à chuva e ao gelo, até ao novo dia, quando o sol se expande pelas folhas verdes e o ramo. Lembro-me ainda de uma manhã em que pusemos à guerra fim e em que me deu um dom tão grande: o seu corpo amado e o seu anel; que Deus me deixe viver o bastante para ter minhas mãos sob o seu mantel! E caso não farei de estranho latim que me afaste do meu “Bom Vizinho”: pois sei de palavras como vão num breve discurso que se espalha... Que alguns se vão de amor gabando mas nós temos a carne e o cutelo. |